# Dariusz Rogowski
Dariusz Rogowski (ur. 5 września 1971 w Krasnymstawie) – polski ekonomista i urzędnik państwowy, w latach 2017–2018 podsekretarz stanu w Ministerstwie Sportu i Turystyki.

## Życiorys
Absolwent Wydziału Ekonomicznego Uniwersytetu Marii Curie-Skłodowskiej w Lublinie, a także studiów podyplomowych na Wydziale Prawa i Administracji tej uczelni. Pracował na stanowiskach kierowniczych w banku, następnie przez 16 lat zatrudniony w Najwyższej Izbie Kontroli. Od 2016 kierował Departamentem Kontroli i Nadzoru w Ministerstwie Sportu i Turystyki. 10 lipca 2017 powołany na stanowisko podsekretarza stanu w MSiT, odpowiedzialnego za turystykę i nadzór nad Polską Organizacją Turystyczną. W marcu 2018 został odwołany z tego stanowiska. W tym samym roku został dyrektorem generalnym w Ministerstwie Sportu i Turystyki. Funkcję tę przestał pełnić 27 listopada 2019.